# Noorder IJdijk
De Noorder IJdijk is een dijk en straat in het dorp Schellingwoude in Amsterdam. Het ligt tussen de Schellingwouderdijk en de Oranjesluizen. 
De dijk maakt deel uit van de Noorder IJ- en Zeedijk, een keten van dijken gelegen langs de noordelijke oever van het IJ in Amsterdam en Zaanstad. Samen met de dijken ten zuiden van het IJ, zijn het allemaal IJdijken, maar enkel dit kleine stuk dijk in Schellingwoude (Noorder IJdijk) en een dijk op het Zeeburgereiland (Zuider IJdijk) hebben als straatnaam nog IJdijk. 

## Oranjesluizen
De wijk gelegen aan de Noorder IJdijk is aangelegd om het personeel van de Oranjesluizen te huisvesten. Het omvat vijf vrijstaande woningen en twee rijen met arbeiderswoningen.

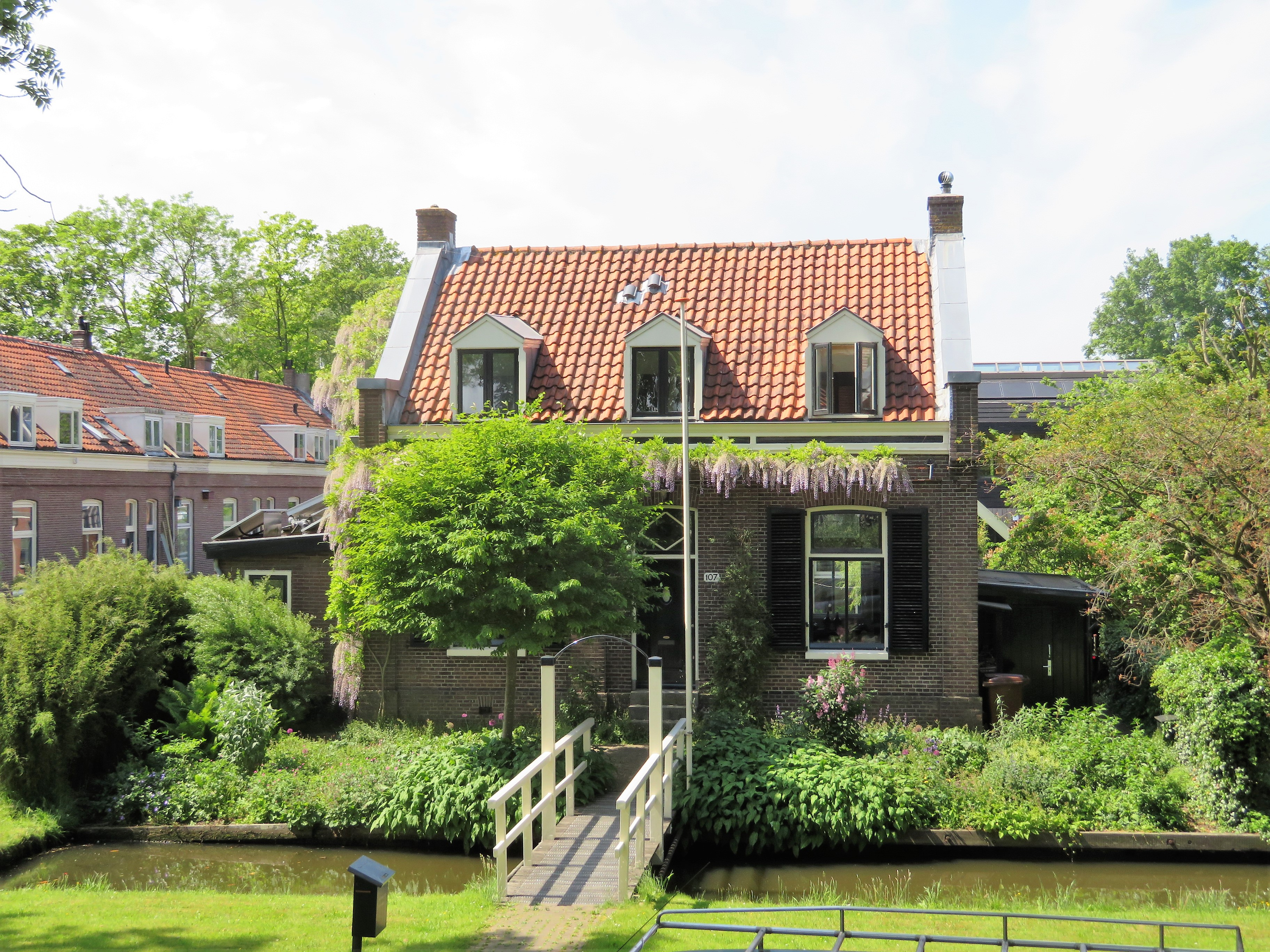
Noorder IJdijk 107, gebouwd als woning voor de kantonnier van de Oranjesluizen
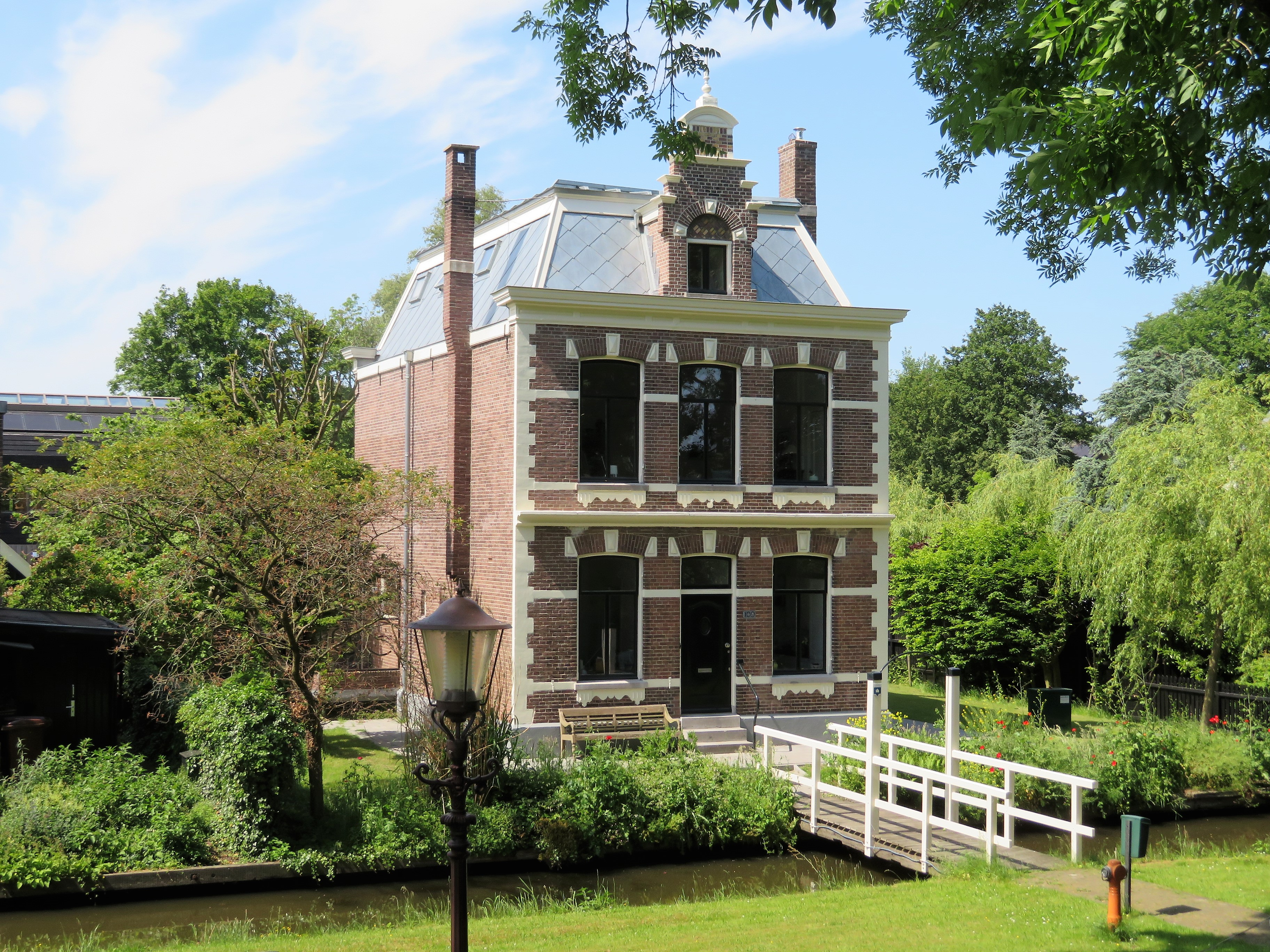
Noorder IJdijk 109, oorspronkelijk bewoond door ingenieurs van Rijkswaterstaat
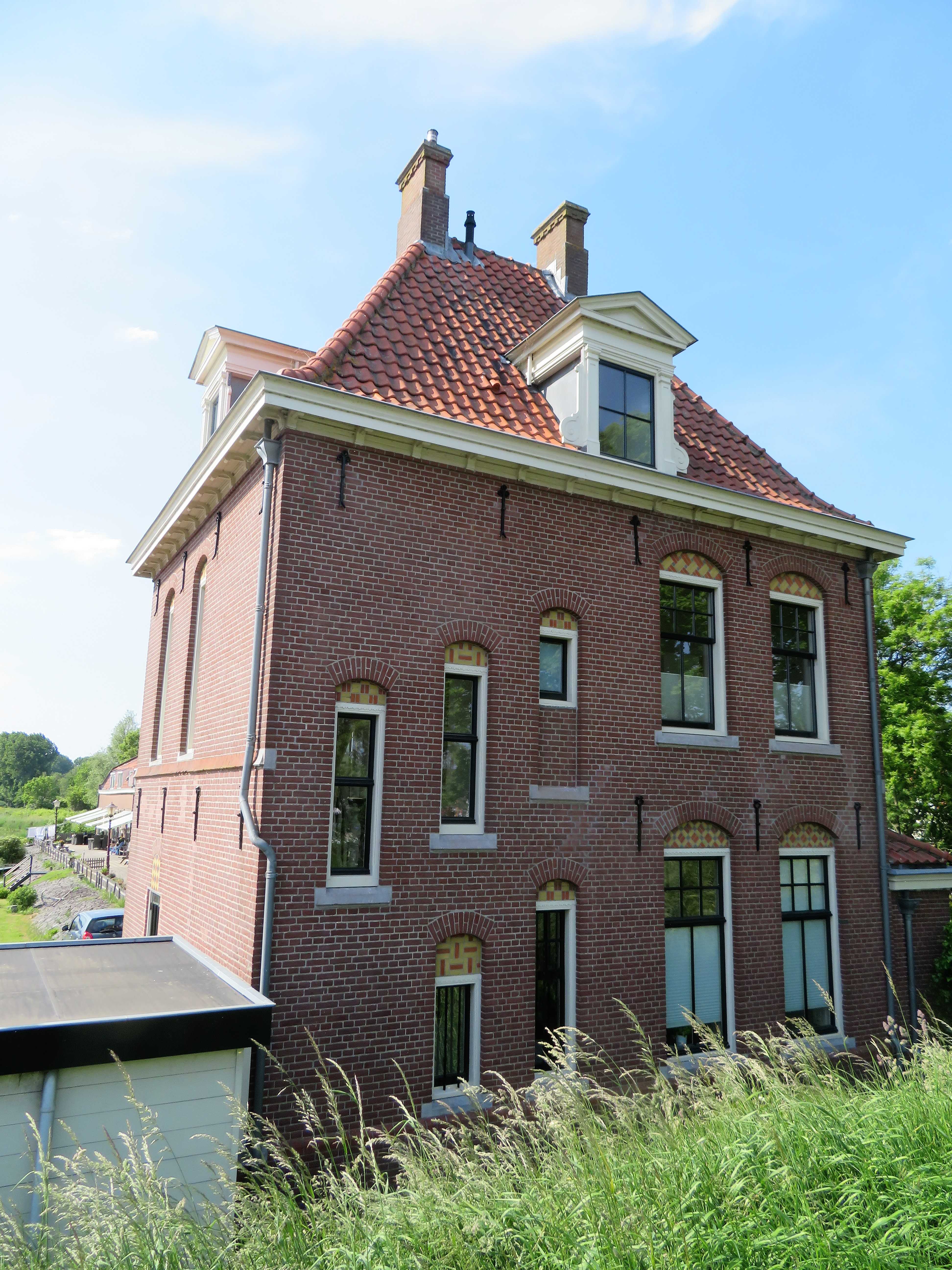
Noorder IJdijk 63, vroeger een postkantoor